# Vieux pont de Limay
Le vieux pont de Limay, qui enjambe un bras de la Seine, le bras de Limay, et relie la ville de Limay (Yvelines) à l'île aux Dames (également appelée « île de Limay ») est l'un des plus anciens ponts de France.

## Historique

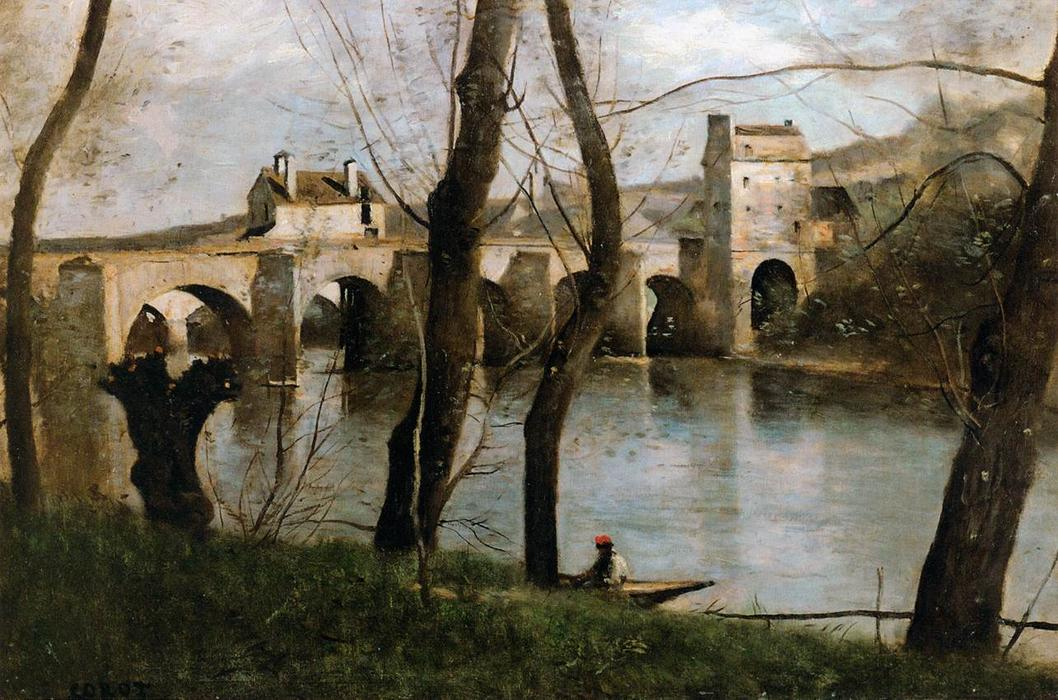
Le Pont de Mantes, par Camille Corot.

Le plus vieux document faisant mention d'un pont entre Mantes et Limay est une charte de 1050. Presque totalement détruit en 1162, il sera reconstruit en 1172. L'arche ogivale du XIIe siècle est la dernière trace de cette époque.
Le pont, qui comptait onze arches, a été partiellement détruit en 1940 lorsque le génie militaire français fit sauter deux arches centrales, qui n'ont pas été reconstruites, pour retarder l'avancée de l'armée allemande. C'est le dernier vestige d'un ancien pont de 37 arches, qui reliait Mantes-la-Jolie à Limay en trois parties, daté au moins du milieu du XIe siècle.
Il fait l’objet d’un classement au titre des monuments historiques depuis le 15 juin 1923.
Il a été immortalisé par le peintre Camille Corot dans plusieurs tableaux, dont l'un, intitulé le Pont de Mantes (1868), est conservé au musée du Louvre à Paris.
Le vieux pont de Limay était prolongé autrefois par le vieux pont de Mantes, comptant 13 arches, qui enjambait le bras de Mantes entre cette ville (rive gauche de la Seine) et l'île Champion (englobée dans l'actuelle île aux Dames). Ces deux ponts n'étaient pas placés dans un même alignement mais décalés et reliés par un troisième pont de 13 arches permettant de franchir une zone marécageuse de l'île située au milieu du fleuve. Comme de nombreux anciens ponts enjambant la Seine de Poissy à Vernon, le vieux pont de Limay ou de Mantes, comportait des moulins au-dessus de sa structure. Il était également un lieu de pêche, avec des pêcherie locales qui s'y étaient installées. Il n'en reste aucun témoignage hormis certaines peintures d'époque. Le vieux pont de Mantes fut démoli en 1765 après la mise en service d'un nouveau pont, le pont Perronnet, situé un peu en aval, à l'emplacement du pont actuel. La circulation continua, côté Limay, à emprunter le vieux pont jusqu'en 1855, année de la mise en service du pont neuf de Limay construit dans le prolongement du pont Perronet. Depuis lors, le vieux pont de Limay ne fut plus entretenu et interdit à toute circulation en 1897 par arrêté préfectoral.
La question de la propriété du vieux pont de Limay, en litige entre Limay et Mantes-la-Jolie, fut tranchée le 19 mars 1923 par une décision du ministère des Travaux publics qui l'attribua à Mantes. En 1967, un comité de sauvegarde a été constitué pour œuvrer à la remise en état de ce vieux monument dont la pérennité n'était pas assurée. Des travaux de restauration limités ont été réalisés depuis.

## L'ancien moulin du vieux pont

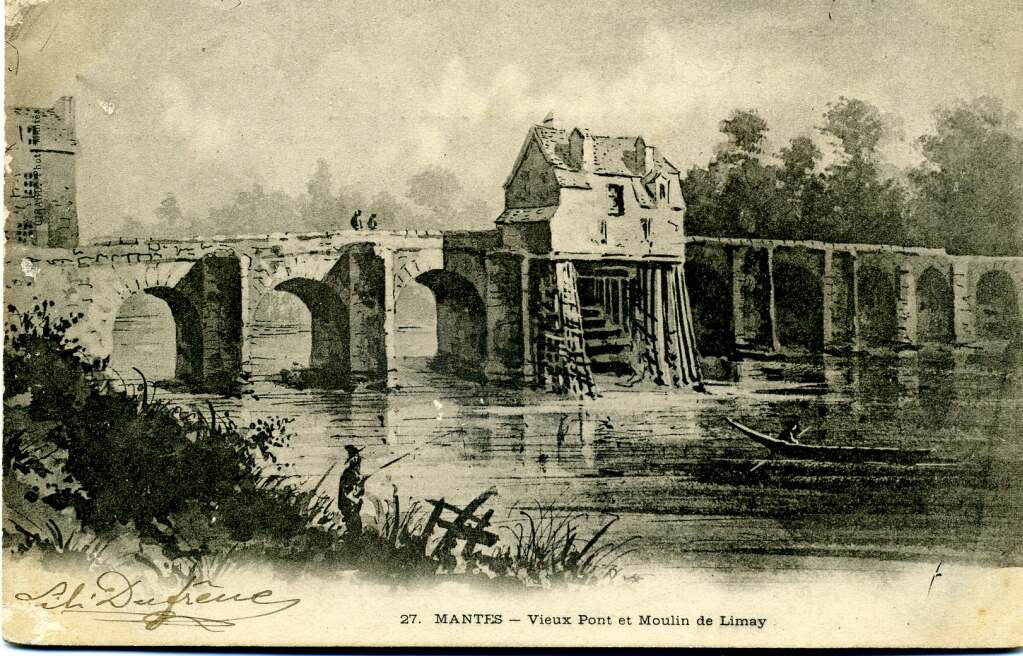
Le pont au XIXe siècle supportant le dernier moulin.

L’ancien moulin a sombré en 1870 pendant une crue. « Une péniche est venue heurter les pilotis du moulin et l’a détruit », raconte Pierre de Simon, responsable des fouilles archéologiques, en 2017. Des plongeurs, membres du comité yvelinois de la Fédération française d'études et de sports sous-marins et pour partie de la section plongée de l’Association sportive mantaise, essayent de déterminer la date de sa construction. Sous l’eau, ils ont, pour cela, essayé de dégager trois des plus de vingt pilotis en chêne encore accessibles.

## Sauvegarde et reconstruction
La circulation automobile est exclue, car le pont n'est pas entretenu.
En 2012, un concours d'architecture attribue la construction d'une passerelle à un cabinet d'architecte (Dietmar Feichtinger Architectes, celui de la passerelle Simone-de-Beauvoir, construite par le groupe Eiffel pour 21 millions d'euros). La dotation de 9,5 millions d'euros prévoit de restaurer la circulation des véhicules très légers (vélos, gyropodes). Mais en 2015, le projet est arrêté, en raison de l'échec de l’appel d’offres.
Le projet est réactivé par la suite et la première partie, reliant Mantes-la-Jolie à l'île aux Dames, accolée au Pont Neuf de Mantes sur toute sa longueur, est inauguré le 20 septembre 2019.
Cependant, la restauration du vieux pont lui-même est plusieurs fois repoussée. Les travaux prévus pour 2024, commencent effectivement au milieu de cette année pour un achèvement en 2026.

## Le pont au cinéma
L'avant-dernière scène du film Jules et Jim, de François Truffaut, a été tournée sur le pont.

## Galerie

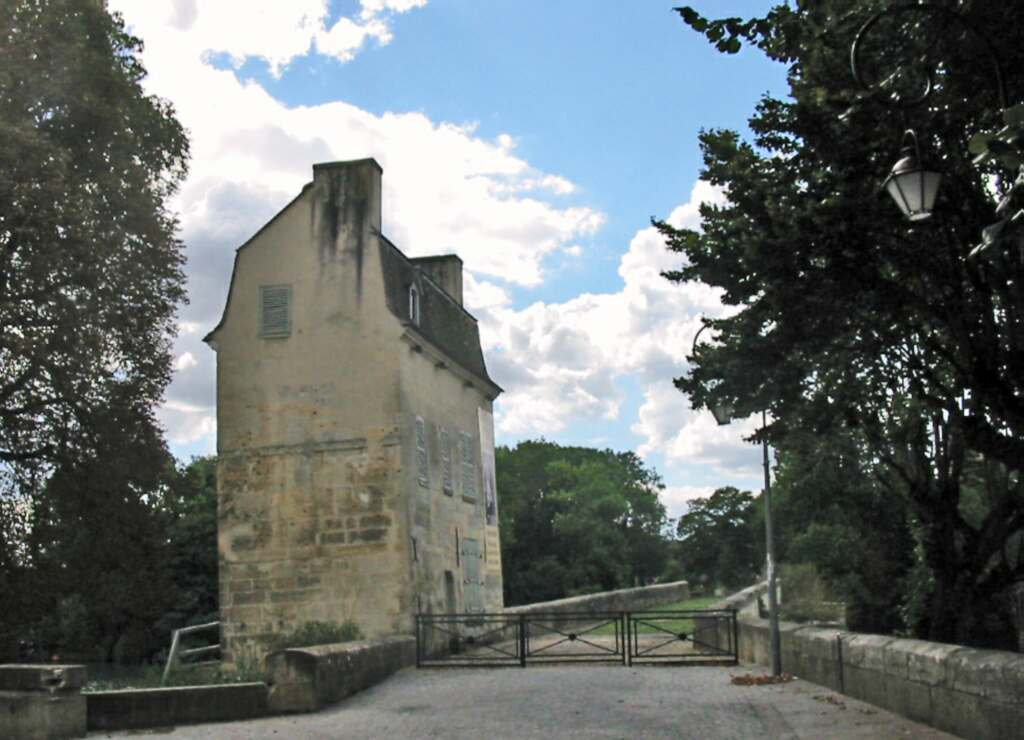
La maison du passeur.
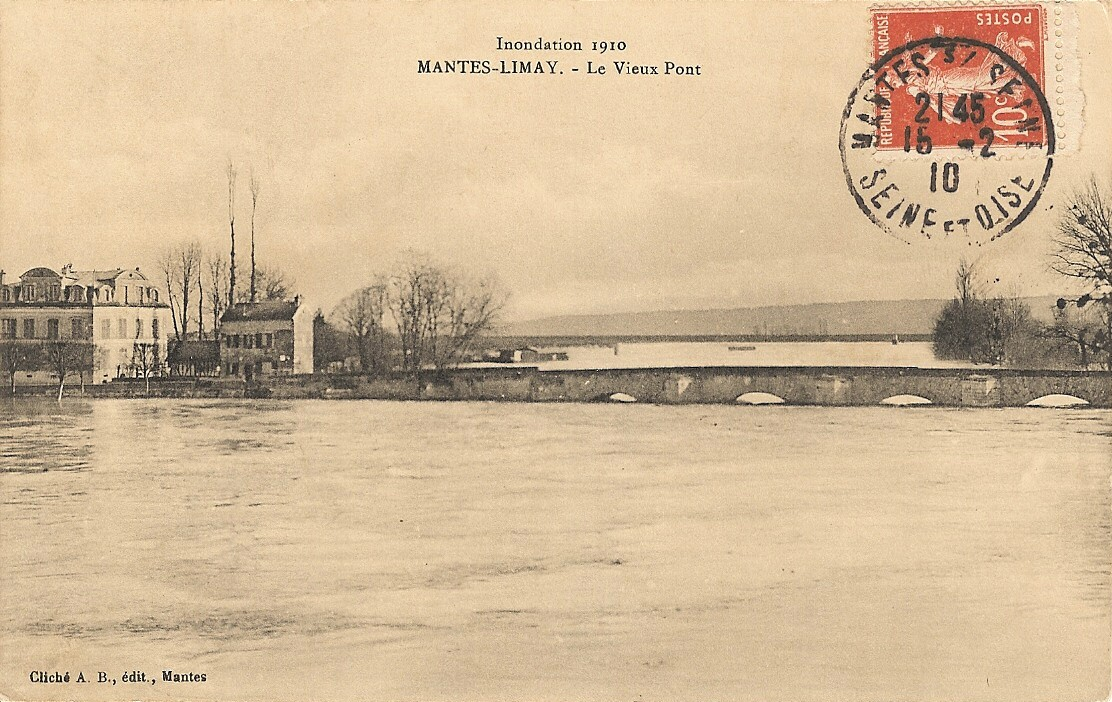
Le vieux pont lors de la crue de la Seine. en janvier 1910.